# Чинаб
Чина́б, Ченаб (хинди चनाब, Чанаб; урду چناب‎) — река в Индии и Пакистане, правый приток реки Сатледж (бассейн Инда). Длина — 1100 км, площадь бассейна — 138 тысяч км².
Чинаб (в древности Чандрабхага или Асикни) как одна из рек Семиречья упоминается в Ведах. Она является одной из рек «ведийского Пятиречья». Основные притоки — Джелам, Рави. Средний расход воды у подножий Гималаев — 890 м³/с. Летнее половодье. Воды реки орошают около 200 тысяч га. Имеет исключительное значение для мелиорации и сельского хозяйства региона.
Верховья реки расположены в Гималаях, ниже она пересекает Пенджаб. На территории Индии река течёт в глубокой долине, в Пакистане вытекает на равнину. Ниже впадения реки Рави Чинаб также именуется Трима́б.
На реке стоят пакистанские города Вазирабад, Чиниот, Мултан и Музаффаргарх.